# Palm (КПК)

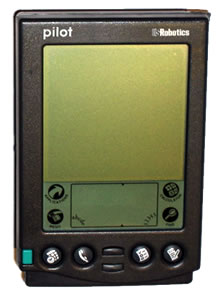
Palm Pilot 5000

Palm — сім'я кишенькових комп'ютерів і комунікаторів, що працюють під управлінням операційної системи Palm OS. Виробляється компанією Palm Computing (підрозділ U. S. Robotics, потім 3Com і після цього — Palm, Inc.), а також іншими фірмами.
В даний час існує близько 40 млн пристроїв, вироблених Palm Inc. та іншими виробниками — Samsung, Lenovo, Aceeca, AlphaSmart, Fossil, Inc., Garmin, GSPDA, IBM, Kyocera, PiTech, Sony і Symbol.

### Назва
Перше покоління сімейства, випущений в 1996 році, носило назву Pilot. Через судовий процес, пов'язаний з торговою маркою Pilot Pen Corporation, друге покоління, випущене в 1997 році, вже носило ім'я PalmPilot. З 1998 року пристрою стали відомі просто як Palm, але, завдяки успіху Palm, назва «PalmPilot» закріпилося як синонім слова «PDA» (Personal Digital Assistant, PDA), незалежно від фірми-виробника.

### Історія

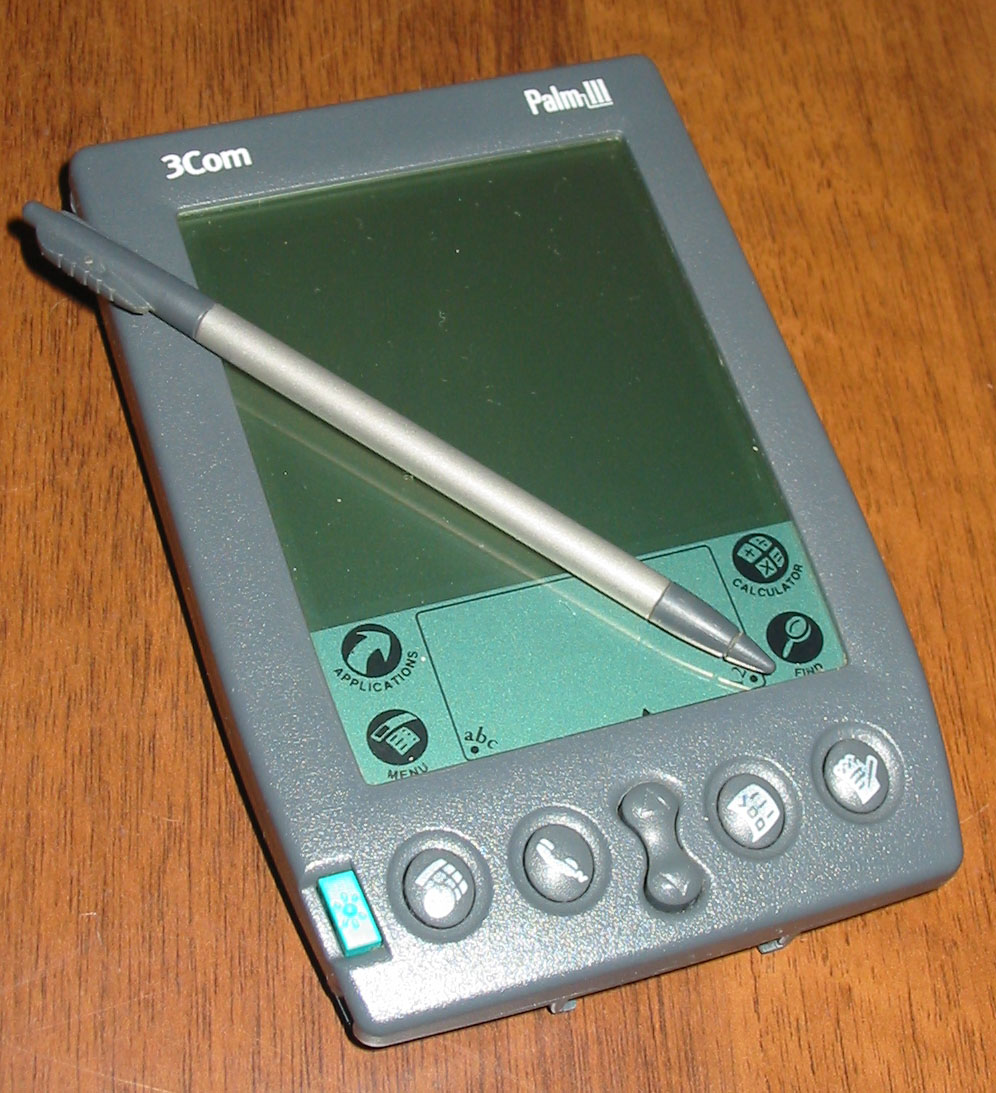
Palm 3

У 1992 році Джеф Хокінс, Донна Дубінські і Ед Коллиган заснували компанію Palm Computing. Призначенням компанії при її створенні було створення пристрою Zoomer, виробленого фірмою Casio, зокрема програми «Графіті» (Graffiti) для розпізнавання рукописного введення. Хоча Zoomer збагнув комерційний провал, фірма зуміла вижити шляхом продажу «Графіті» фірмі Apple для їх нового портативного пристрою Apple Newton, а також програми синхронізації фірми Hewlett Packard.
Фірма Palm Computing вирішила сама створити хороший КПК, названий Pilot. Перед тим як почати розробку Pilot, Хокінс протягом тижня носив у своїй кишені шматок дерева розміром майбутнє пристрій. Перша модель, Pilot 1000, була випущена в 1996 році. Pilot був широко сприйнятий як набагато більш вдалий варіант, порівняно з попередніми спробами компаній Go Corporation і Apple Computer створити популярний компактний комп'ютер (див. Apple Newton).

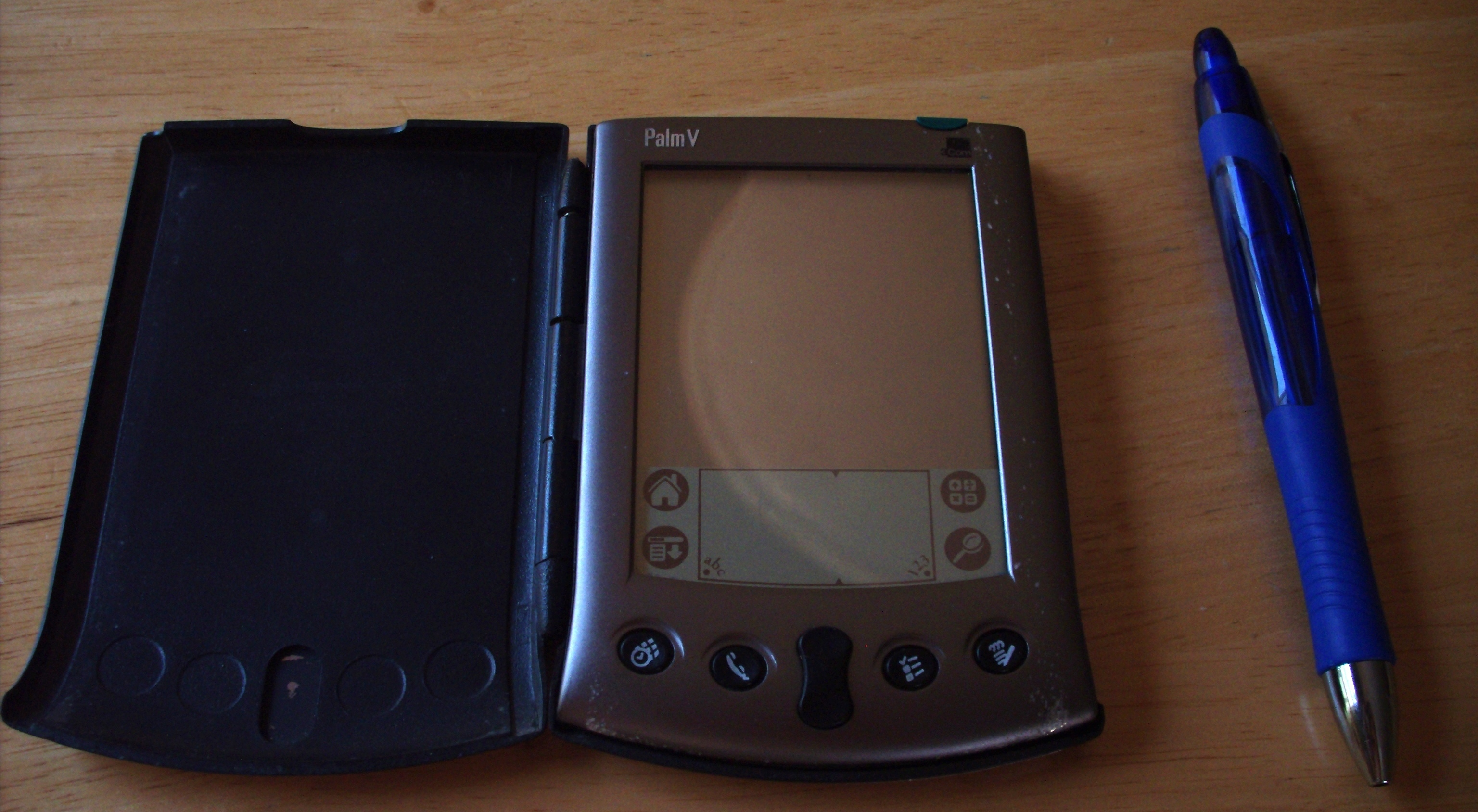
Palm V

У 1995 році Palm Computing була куплена компанією U. S. Robotics, а в 1997 — стала дочірньою компанією фірми 3Com, купила U. S. Robotics. Групу засновників поступово стало обтяжувати те, що вони не мають повного контролю над продуктом. У липні 1998, вони покинули 3Com і заснували компанію Handspring. Коли вони пішли з Palm, Handspring отримала ліцензію на Palm OS і компанія стала першим ліцензіатом Palm OS. Handspring початку з виробництва Handspring Visor — клону Palm, зі слотом розширення Springboard і декілька модифікованим програмним забезпеченням.
У 2000 році Palm Computing виділилася в окрему компанію (пізніше названу Palm Incorporated). Пізніше, в 2003 р. Palm, Inc. була розділена на дві компанії: продає пристрої — palmOne (в цей момент до palmOne приєдналася Handspring) і розробляє програмне забезпечення і операційну систему Palm OS — PalmSource. У 2005 році palmOne отримала повні права на Palm, викупивши права, якими володіла PalmSource, і знову змінивши назву на Palm.
У травні 2005 року PalmSource продала права на назву «Palm» компанії palmOne, а у вересні сама стала частиною компанії ACCESS, так що майбутня версія OS, ймовірно, матиме іншу назву. Деякі навіть висловлюють побоювання, що пристрої під управлінням Palm OS більше не будуть випускатися.
Перші покоління Palm працювали на популярних процесорах DragonBall. Пізніші моделі використовують варіації широко відомої ARM-архітектури: Texas Instruments OMAP і Intel Xscale.
КПК Palm поступово поліпшувалися, у останніх моделях з'явилася тенденція об'єднання цих пристроїв зі смартфонами. Остання запропонована модель, Treo 680 — це Palm-пристрій, що містить мобільний телефон, можливість роботи з електронною поштою, SMS і службою миттєвих повідомлень.

## Синхронізація з Linux/Unix

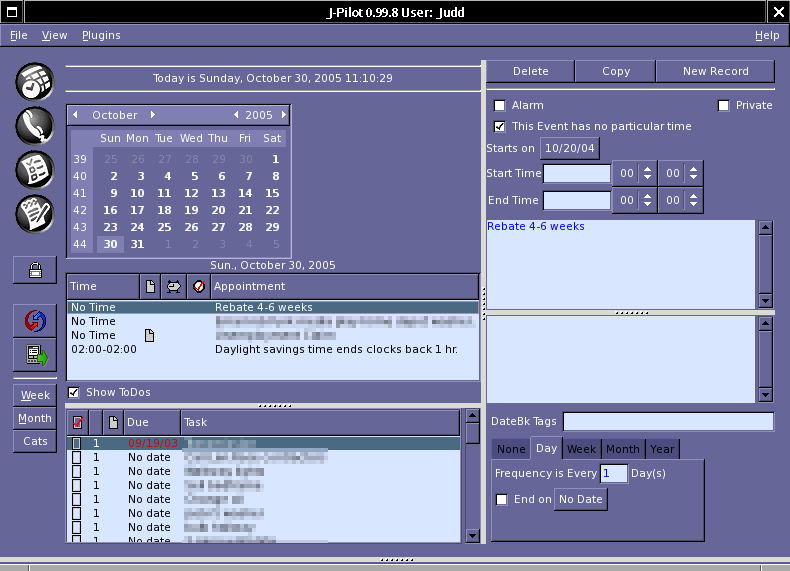
J-pilot приклад екрану синхронізації

J-Pilot — це настільний органайзер для пристроїв PalmOS. Він призначений як альтернатива Palm Desktop для тих, хто використовує найпоширеніші операційні системи у світі, Linux та Unix.
Наразі на Youtube існує детальна інструкція в якій показано процес синхронізації з Linux